# 笑逐言开
《笑逐言开》（英語：Chit Chat With Me）是凤凰卫视于2014年1月4日开播的一档时政脱口秀，由原有节目《倾倾百老汇》改版而来，制作团队仍为《倾倾百老汇》制作团队，由尉迟琳嘉担任主持。

## 播出时间[1]
- 凤凰卫视中文台：周六22:45-23:30首播，周日05:45-06:30、14:30-15:15、周一09:30-10:15重播。2022年1月2日改为周日22:45分播出。
- 凤凰卫视欧洲台：周六22:00-22:45、周日8:50-9:35。
- 凤凰卫视美洲台：周六7:35-8:15、17:00-17:45。
- 凤凰卫视澳洲版：周日7:00-7:45、17:50-18:35。

## 节目特色
该节目由原先的虚拟演播室录制，改为现场录制。还参考了美国脱口秀节目的布置，设立观众席。
在节目内容方面，节目继续走幽默路线，继续紧跟社会热点讨论天下大事。此外，节目还开设了访谈的环节，其访谈对象主要为香港的著名人物，往期采访过的人物有张坚庭、麦玲玲和黄百鸣等，现时为有时邀请嘉宾、如没有嘉宾则讨论历史。第三节则为新闻杂谈。

## 每集节目列表
| 播出日期                                                      | 第一节讨论话题         | 第二节讨论话题/邀请嘉宾    |
| ------------------------------------------------------------- | ---------------------- | -------------------------- |
| 1月4日                                                        | 新年贺词               | 张坚庭                     |
| 1月11日                                                       | 土豪                   | 胡野碧                     |
| 1月18日                                                       | 舌战                   | 张妙阳                     |
| 1月25日                                                       | 索契冬奥会             | 麦玲玲                     |
| 2014年2月1日因播出春节特别节目，暂停播出一次                  |                        |                            |
| 2月8日                                                        | 春节                   | 黄百鸣                     |
| 2月15日                                                       | 索契冬奥会             | 丁学良                     |
| 2月22日                                                       | 腐败                   | 李力持                     |
| 3月1日                                                        | 乌克兰危机             | 胡野碧                     |
| 3月8日                                                        | 李小牧                 | 李小牧                     |
| 3月15日                                                       | 禁书                   | 曹操（主持人扮演角色）     |
| 3月22日                                                       | 克里米亚危机           | 崔大伟                     |
| 2014年3月29日因播出《影响世界华人盛典》特别节目，暂停播出一次 |                        |                            |
| 4月5日                                                        | 清明                   | SPA老师（主持人扮演角色）  |
| 4月12日                                                       | 刀                     | 张天爱                     |
| 4月19日                                                       | 水                     | 罗家英                     |
| 4月26日                                                       | 陆港矛盾               | 《宇宙好诗歌》             |
| 5月3日                                                        | 奥巴马亚洲行           | 迟叔（主持人扮演角色）     |
| 5月10日                                                       | 非洲                   | “答网友问”                 |
| 5月17日                                                       | 极端天气、厄尔尼诺现象 | 忍者神龟（主持人扮演角色） |
| 5月24日                                                       | 外星人                 | 中国娼妓史                 |
| 5月31日                                                       | 儿童节                 | 章馨月                     |
| 6月7日                                                        | 邪教                   | 中国人学英语历史           |
| 6月14日                                                       | 世界杯足球赛           | 世界杯足球赛               |
| 6月21日                                                       | 填海造陆               | 黄埔军校                   |
| 6月28日                                                       | 恐怖主义               | 兵役                       |
| 7月5日                                                        | 集体自卫权             | 李丞责                     |
| 7月12日                                                       | 世界杯足球赛           | 广场舞                     |
| 7月19日                                                       | 拉美                   | 信息安全                   |
| 7月26日                                                       | 示例                   | 示例                       |